# 朱有烜
順陽懷莊王朱有烜（1385年7月6日—1415年7月18日），明朝周定王朱橚的庶第三子。他在洪武三十五年（1402年）受封順陽王，在永樂十三年（1415年）去世，諡號懷莊。由於他無子，因此明朝順陽國撤除。
| 無 原因：明政府封之 | 明順陽國國王 1402年 - 1415年 | 無 原因：無子，封國廢除 |